# 김민아 (방송인)
김민아(한국 한자: 金玟我, 1991년 2월 1일 ~ )는 대한민국의 기상캐스터 출신 방송인이다.

## 생애
경인교육대학교 초등교육과를 졸업하였으며, 아시아나항공 국제선 승무원으로 일했다.
이후 딜라이브에서 아나운서로 입사했으며, 일하던 중 알게 된 타사 PD의 소개로 JTBC 뉴스 아침& 뉴스 팀 기상캐스터에 합격을 하여 2016년 1월 4일부터 2020년 3월 27일까지 JTBC 뉴스 아침& 뉴스팀 기상캐스터를 4년 2개월 간을 맡았다. 2019년 11월 18일부터 2020년 3월 27일까지는 4개월을 맡았던 JTBC 뉴스 아침&이 정민향 아나운서와 함께 계약이 종료되었으며, 그 이후에 JTBC에서 선통보를 받고 퇴사하였다.
2020년 3월 18일부터는 SM C&C와 계약을 체결함으로써 본격적으로 프리랜서로 활동을 이어가고 있다. 이후 프리랜서이기는 하지만 주로 이전에 있었던 JTBC 계열의 방송에 많이 출연하고 있다. 라이엇게임즈의 직영 리그 오브 레전드 중계방송인 2019년 1월 16일부터 2020년 4월 25일까지 썸머 시즌부터 2개월 동안 제12대 인터뷰어로 선정되었다. 코로나-19 범유행으로 인해 연기되었던 리그 오브 레전드 썸머 시즌가 재개되며, 제13대 인터뷰어로 선정되었으나 2020년 6월 17일부터 7월 15일까지 27일만에 하차했으며, 후배인 이정현 아나운서(GOAL TV)와 윤수빈 아나운서(OBS의 기상캐스터)는 2020년 7월 15일부터 2년 1개월 째 진행 중이었으며 제14대 인터뷰어 겸 아나운서으로 계속하다가 불미스러운 사건으로 일찍 그만두었다. 2020년 3월 27일부터 2024년 1월 5일까지 슈퍼주니어의 멤버인 김희철과 함께 KBS Joy의 프로그램인 《이십세기 힛-트쏭》에서 여성 MC로 활약했다.

## 경력
- 검정고시를 통한 고졸학력 인정
- 경인교육대학교 초등교육학 학사
- 아시아나항공 승무원
- C&M(현 딜라이브) 아나운서
- JTBC 기상캐스터(2016.1.4 ~ 2020.3.27)
- 리그 오브 레전드 챔피언스 코리아 제12대 인터뷰어 겸 아나운서(2019.1.16 ~ 2020.4.25)
- 리그 오브 레전드 챔피언스 코리아 제13대 인터뷰어 겸 아나운서(2020.6.17 ~ 2020.7.15)
- 리그 오브 레전드 챔피언스 코리아 제14대 인터뷰어 겸 아나운서 (2020.7.15 ~ ) (GOAL TV)의 이정현 아나운서 / (OBS 기상캐스터) 윤수빈 아나운서

## 출연

### 텔레비전 프로그램
- JTBC JTBC 뉴스 아침& - 기상 캐스터(2016.1.4 ~ 2020.3.27)
- JTBC 말하는대로 - 1회 게스트(2016.9.21)
- JTBC GOLF JTBC GOLF 매거진 - 진행(2017.7.24 ~2020.2.21)
- KBS joy 이십세기 힛-트쏭(2020.3.27 ~ 2024.5.15)
- tvN 캐시백(2020.4.19~ 2020.4.26)
- tvN 온앤오프(2020.5.2 ~ 2020.12.5)

### 웹예능
- 유튜브 노빠꾸 탁재훈 탁스패치 (2023.4.19)
- 유튜브 노빠꾸 탁재훈 (2025.2.12)

### 라디오 프로그램
- SBS 파워FM - 이준의 영스트리트 - 하기나해 시즌2(2019.12~2020.1)

### 온라인 매체
- 스튜디오 룰루랄라 - 주가 빛나는 밤에(2019.10.30 ~ 2020.7.1)
- 스튜디오 룰루랄라 - 워크맨(2020.1.17 ~ 2020.6.12)
- Loud G - 왜냐맨(2019.7.20 ~ 2020.6.20)
- 리그 오브 레전드 챔피언스 코리아 - 제12대 인터뷰어 겸 아나운서(2019.1.16 ~ 2020.4.25)
- 리그 오브 레전드 챔피언스 코리아 - 제13대 인터뷰어 겸 아나운서(2020.6.17 ~ 2020.7.15)
- 대한민국 정부 - 왓더 빽(2020.1.27 ~ 2020.6.26)

## 광고
- 프로야구 H2 홍보모델 (2019년 1월)
- 디시인사이드 홍보모델 (2019년 12월)
- 오윈 홍보모델 (2020년 2월)
- 옥수수 수염차 홍보모델 (2020년 5월)
- 카트라이더 게임 광고 (2020년)